# Archidona
Archidona est une ville et une municipalité de la province de Malaga, dans la communauté autonome d'Andalousie en Espagne. C'est le chef-lieu de la comarque du Nord-est de Málaga.

## Géographie

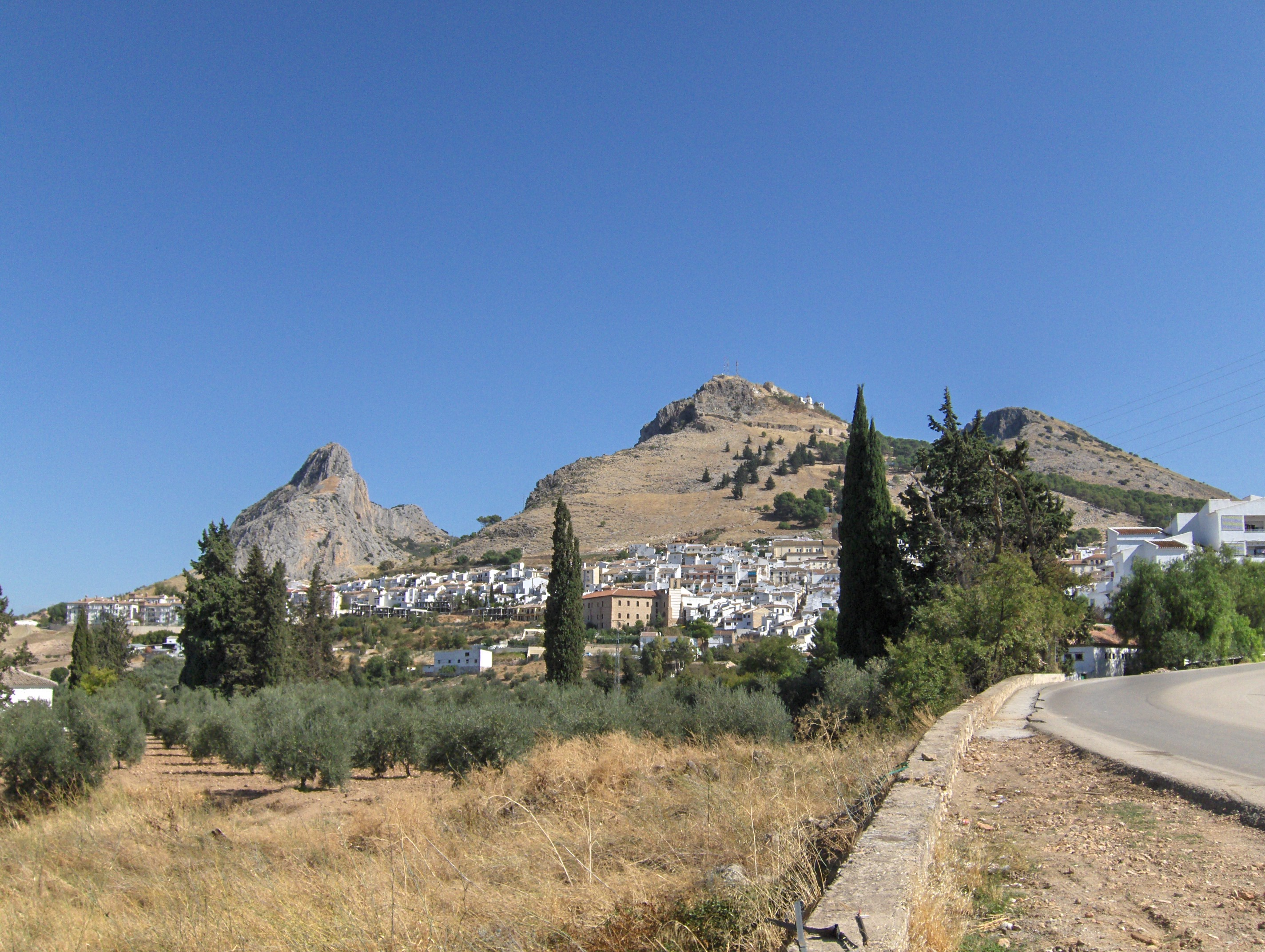
Vue générale d'Archidona.

Archidona est située au sud de Madrid, à 52 km de Malaga, au nord-est de la province éponyme, et à 20 km d'Antequera. La municipalité couvre une superficie de 186 kilomètres carrés, allant de la limite est de la dépression d'Antequera, passant par la dépression de Loja et s'étendant jusqu'à la Vega de Grenade suivant une série de bassins appelés Surco Intrabético. Elle occupe la majeure partie de la dépression d'Archidona, dans laquelle on distingue trois zones : l'aire de Las Villanuevas, traversée par la rivière Guadalhorce, le défilé du río Frío et la Sierra de Archidona. Celle-ci se compose, à son tour, de plusieurs petits massifs montagneux. La sierra de Gracia domine le noyau urbain principal, situé à 666 mètres d'altitude. Elle est entourée par les sierras del Conjuro (où l'altitude maximale est atteinte, avec 1 012 mètres), de l'Umbral et de Las Grajas.

### Géologie
La municipalité appartient à la Cordillère Subbétique. Les terrains sont composés principalement de roches sédimentaires d'origine pélagique, de calcaire, de dolomie, de radiolarites, de limon, d'argile et de gypse. Il existe de petits affleurements de roches ignées basiques (ophites).
La zone présente une anomalie aéromagnétique de champ total qui atteint +70 nT. Des données magnétiques, de tomographie sismique d’ondes P et gravimétriques permettent de distinguer des corps de roches basiques placés au milieu et dans la partie supérieure de la croûte. Parmi eux, on peut remarquer un corps d’extension kilométrique, situé à des profondeurs comprises au moins entre 5 et 18 km, qui pourrait être attribué au Massif ibérique.
Non loin de la ville se trouve un grand rocher appelé la Peña de los Enamorados. Une légende raconte qu'un chevalier chrétien et la fille d'un maure, pourchassé par les parents opposés à leur amour, se seraient jetés dans le vide du haut du rocher.

### Situation

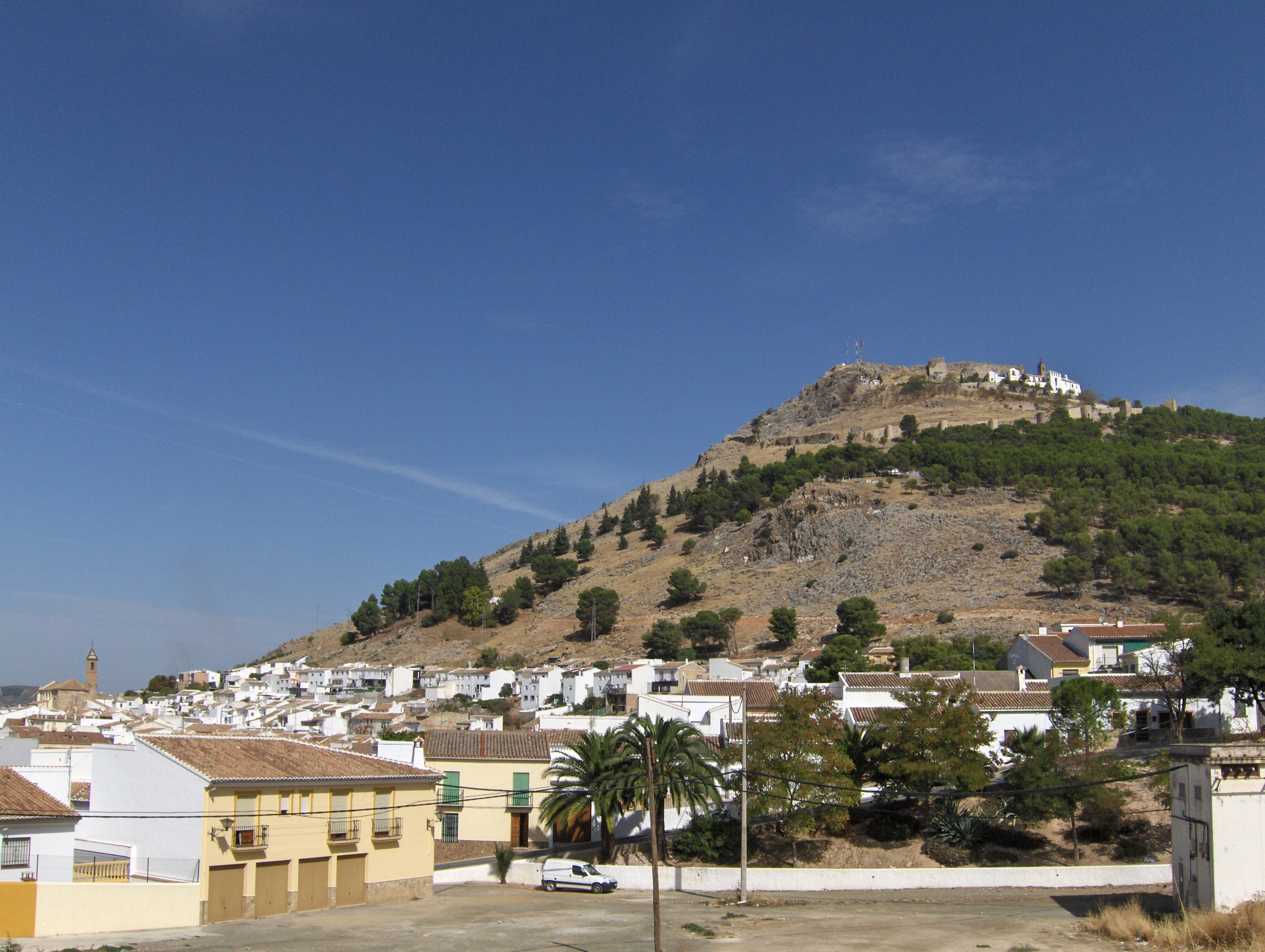
Vue d'Archidona avec la tour de l'église Sainte-Anne, à droite, et les murs et l'Ermitage de la Vierge de Grâce, à gauche.

Archidona est bordée, au nord, par les communes de Villanueva de Algaidas et Villanueva de Tapia, au sud, de Villanueva del Trabuco et Villanueva del Rosario, à l'ouest, par la municipalité d'Antequera et, à l'est, par la ville de Loja, dans la province de Grenade.

### Urbanisme
Le village principal est situé dans les contreforts de la Sierra de Gracia et a une disposition linéaire, en raison de la croissance urbaine le long des voies principales de communication, entre lesquelles se développe un réseau de rues perpendiculaires petites et étroites, souvent avec des pentes abruptes et des escaliers. La vieille ville est située entre les rues Neuve et Carretería et les places de la Victoire et Ochavada. Au sud du centre, se trouvent les quartiers d'El Ejido et de Saint-Antoine, apparus au XIXe siècle et au début du XXe. La partie la plus moderne de la ville est à l'est, dans la zone du Llano de Juan Jaén, avec de larges rues et des quartiers de maisons qui s'étendent jusqu'à la zone industrielle.

### Climat
Le climat d'Archidona est méditerranéen, avec une tendance à la continentalité. La température moyenne des minima absolus des mois les plus froids est comprise entre −10 °C et −2,5 °C. La température moyenne du mois le plus froid est de 2,7 °C. En revanche, la température moyenne du mois le plus chaud est d'environ 32,5 °C. La température moyenne annuelle est de 15 °C.
Les précipitations annuelles se montent à 400 mm. Le nombre d'heures de soleil par an s'élève à 2 700.

### Hydrographie
Les principales rivières sont le Guadalhorce et son affluent, le ruisseau Marin. La ville est située entre deux bassins : celui du Guadalhorce et celui du Genil, dont seule une fraction du cours traverse le territoire municipal. Les autres cours d'eau sont négligeables par rapport aux deux précédents, en raison de faibles précipitations. Le Guadalhorce est le cours d'eau plus important. La municipalité comprend aussi une zone endoréique, les lagunes d'Archidona.

### Flore et faune

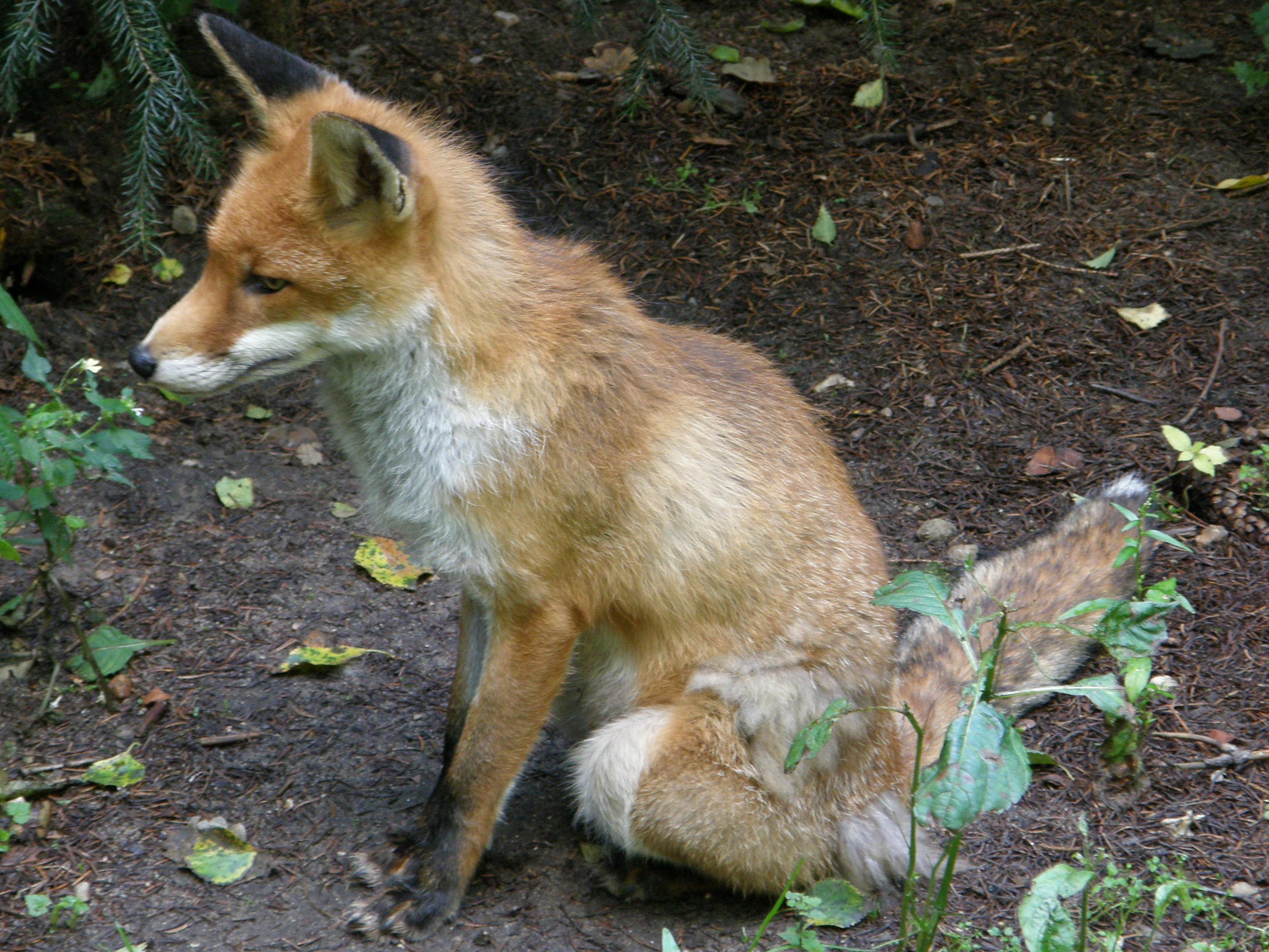
Renard.

Dans l'Antiquité, le territoire d'Archidona est couvert par une dense forêt de chênes, accompagnés par un sous-étage composé de cynorrhodons, de chèvrefeuilles, de clématites et d'autres espèces. À l'heure actuelle, la surface non cultivée couvre 56,22 km², c'est-à -dire 32,38 % de la superficie de la municipalité. On trouve des forêts de chênes et de pins natifs ou replantés (Parc périurbain de la Sierra de Gracia et Faucille de Marin) et des chênaies pâturées. Le maquis méditerranéen est très répandu, avec des espèces comme le lentisque, l'euphorbe, le romarin, le thym, l'olivier sauvage, l'alfa, etc. La faune de la municipalité comprend des oiseaux, surtout des canards et de petits rapaces, et le lièvre ibérique. D'autres mammifères sont également présents, comme le bouquetin, le renard, le blaireau, la martre, le sanglier, la loutre, etc.
La Réserve naturelle des lagunes d'Archidona est un espace important et unique, car les lagunes sont les seules d'origine karstique de toute l'Andalousie. Elles sont situées dans une zone inaccessible à cause de la végétation naturelle et sont un véritable aimant pour les oiseaux dans les années particulièrement défavorables, à faible pluviosité. La Grande Lagune est permanente et a environ 10 m de profondeur. Son eau est douce, mais fortement minéralisée. Elle accueille les espèces d'amphibiens qui ont besoin d'eau douce pour leur développement larvaire et les reptiles, comme l'émyde lépreuse et la couleuvre d'eau, peu résistantes à la salinité, ainsi que certaines espèces de poissons, comme le silure. En revanche, la lagune Chica est semi-permanente et son eau est saumâtre. La végétation périlagunaire est remarquable par la taille atteinte par les pieds de Scirpus holoschoenus et les touffes de Phragmites australis et Arundo donax.

## Démographie
Avec 8 837 habitants, la municipalité d'Archidona est la plus peuplée de la comarque. Bien qu'elle soit située dans une zone agricole riche, Archidona offre une évolution démographique très similaire à celle de la majorité de l'Andalousie rurale, affectée par le processus migratoire des années 1960 et 1970, que ne compense pas la forte natalité de ces années. Cependant, les effets du processus n'ont jamais eu les effets exacerbés qu'ont connu d'autres espaces plus de marginaux, comme les zones de montagne.
| 1787  | 1842  | 1860  | 1877  | 1887  | 1900  | 1910  | 1920  | 1930  |
| ----- | ----- | ----- | ----- | ----- | ----- | ----- | ----- | ----- |
| 6 971 | 5 684 | 7 401 | 7 714 | 7 723 | 8 894 | 8 899 | 9 159 | 9 471 |

| 1940   | 1950   | 1960   | 1970   | 1981   | 1991   | 1996  | 2001  | 2002  |
| ------ | ------ | ------ | ------ | ------ | ------ | ----- | ----- | ----- |
| 10 478 | 12 319 | 11 710 | 10 054 | 10 048 | 10 204 | 8 246 | 8 403 | 8 206 |

| 2007  | 2008  | 2009  | 2010  | - | - | - | - | - |
| ----- | ----- | ----- | ----- | - | - | - | - | - |
| 8 736 | 8 868 | 8 858 | 8 837 | - | - | - | - | - |

Référence : Institut de statistique d'Andalousie.
Globalement, la population se caractérise par le vieillissement dû à un faible taux de natalité et un taux de mortalité également faible. Le nombre d'étrangers enregistrés en 2008 était de 519 (5,9 % de la population totale), le principal groupe étant celui des citoyens du Royaume-Uni, qui représentent 23,5 % de la population étrangère. La langue prédominante est le castillan.

### Centres de peuplement

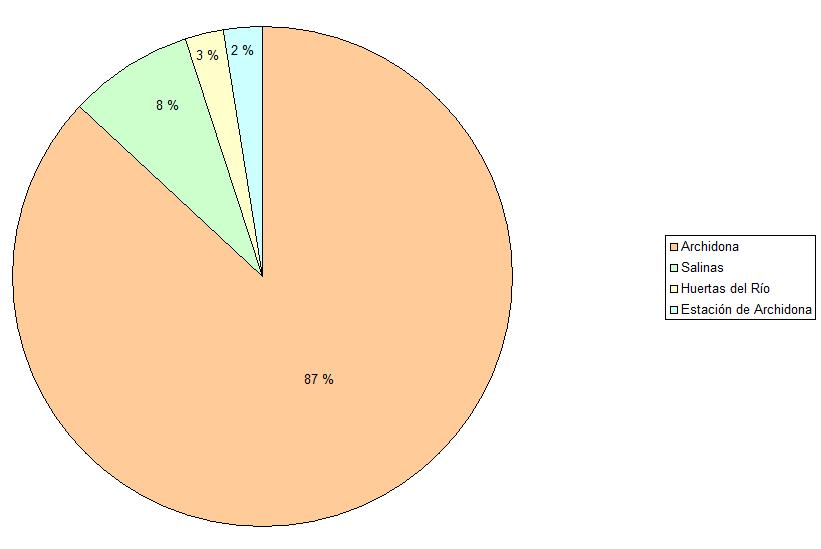
Répartition, en 2009 et 2010, de la population entre les différents centres de peuplement.

La commune comporte quatre centres de peuplement. La population est concentrée dans le centre urbain principal du même nom et dans les centres secondaires de Salinas, Estación de Archidona et Huertas del Río.
| Centre de peuplement                                 | Population 2009 | Population 2010 | Variation 2009/2010 (%) |
| ---------------------------------------------------- | --------------- | --------------- | ----------------------- |
| Archidona                                            | 7 708           | 7 687           | - 0,27                  |
| Salinas                                              | 711             | 709             | - 1,4                   |
| Huertas del Río                                      | 224             | 229             | 2,2                     |
| Estación de Archidona                                | 215             | 212             | - 1,4                   |
| Sources : PGOU, Institut national de la statistique. |                 |                 |                         |

Le centre principal, Archidona, concentre 7 687 habitants, soit 86,99 % de la population. Le reste de la population se retrouve pratiquement totalement dans les trois autres noyaux de peuplement. La population isolée se répartit dans un habitat dispersé traditionnel : hameaux, fermes traditionnelles et petits groupes d'habitations liés à l'exploitation des propriétés.

## Histoire

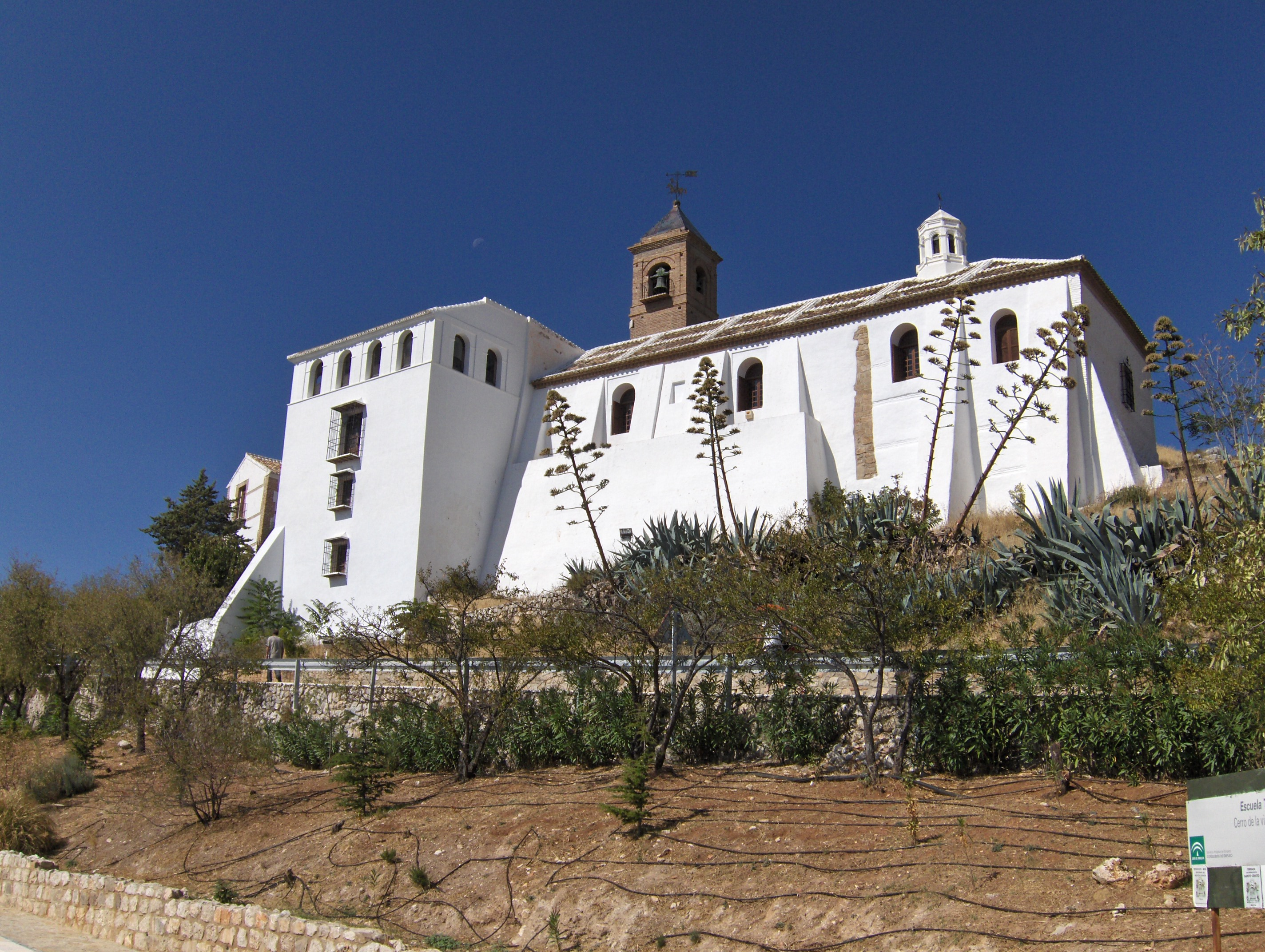
Ermitage de la Vierge de Grâce, ancienne mosquée.

### Origine du toponyme
Différentes hypothèses ont été émises, concernant l'origine étymologique du toponyme Archidona. Selon J. H. Xavarino, le nom actuel provient de l'expression préromaine « arri-exi-dun-a », qui signifie « là où se trouve le cercle de pierre ». Une origine latine a aussi été proposée : l'expression « Arx Domina », ou « Arcis Domina », qui signifie « seigneurie des hauteurs », bien qu'aucune preuve de ceci n'ait été découverte.

### Préhistoire
Des découvertes archéologiques confirment la présence de colons dans la région depuis le Paléolithique inférieur, comme en témoignent les quelques ustensiles de pierre retrouvés. Les témoignages du Paléolithique moyen, provenant de la grotte de Las Grajas (es), sont plus nombreux. Ils appartiennent à la culture moustérienne et suggèrent la présence, à cette époque, de groupes de chasseurs-cueilleurs, probablement Néandertaliens. On a également retrouvé des outils de pierre polie, datant du Néolithique, comme des haches, des herminettes et des pierres à aiguiser. Il existe aussi une série de tombes et de grottes artificielles de l'âge du bronze, contenant des fragments de céramique.

### Antiquité

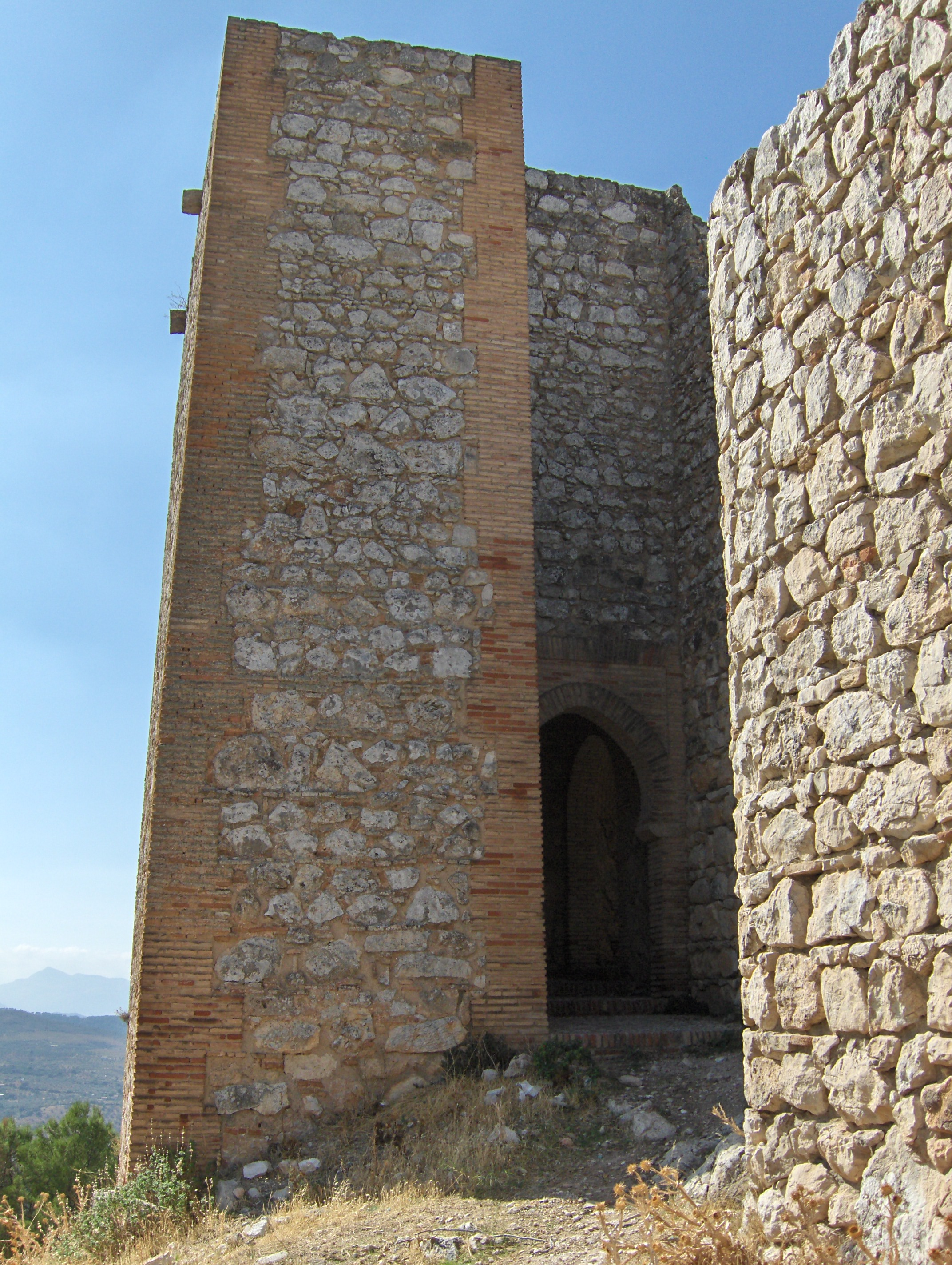
Vestiges de la muraille d'Archidona.

Différentes enceintes fortifiées appartiennent à cette époque. Elles ont été repérées dans les environs de La Hoya, Las Capacheras (es) et Cortijo Catalán, où on a également retrouvé des fragments d'amphores ibéro-puniques et des monnaies hispano-carthaginoises. La plus ancienne colonie permanente correspond à Escua ou Oscua (ce qui, dans la langue punique, signifie « tête principale »), fondée par les Phéniciens, à l'endroit où s'élève maintenant la ville d'Archidona. Une fois bien installés sur la côte, les Phéniciens mènent des raids à l'intérieur des terres et commencent la construction des murailles, qui, plus tard, seront complétées par les Carthaginois, les Romains et les Arabes.
Pendant l'occupation romaine de l'Hispanie, Archidona appartient à la démarcation de Conventus Astigitanus (es) (Antequera, Iptuci, Tucci, Urso), dont le chef-lieu est l'actuelle Écija, dans la province de Bétique. La colonie d'Ulisis est alors habitée par les Turdules et les Romains. Durant cette période, la ville connaît une forte croissance, mais, lors des invasions germaniques de la péninsule ibérique et de l'effondrement de l'Empire romain, les Vandales détruisent les murailles et l'endroit est déserté.

### Moyen Âge

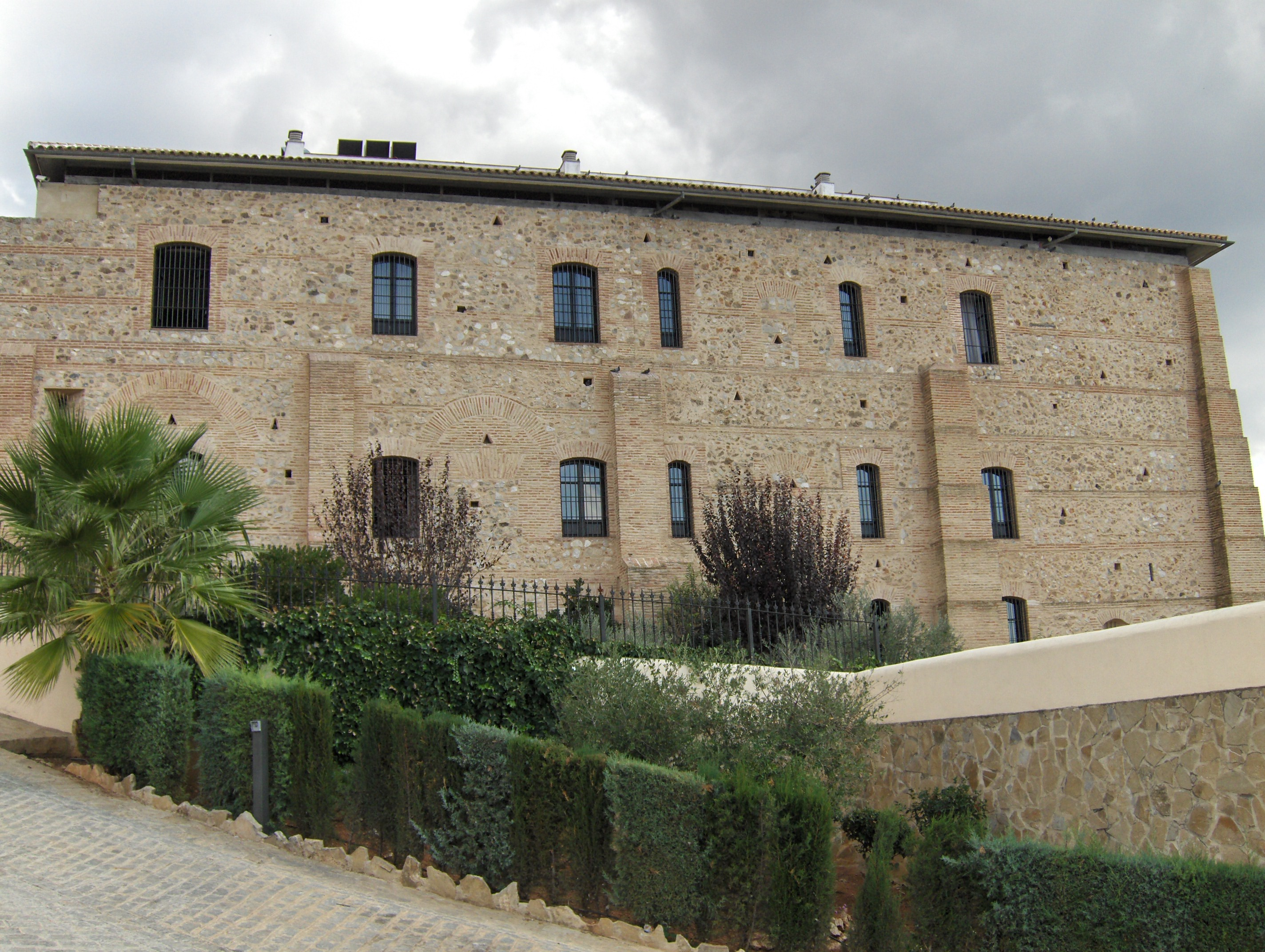
Façade arrière du couvent de saint Dominique, datant de la Renaissance. Le couvent est fondé par le comte d'Ureña, en 1531.

Pendant la période musulmane, Archidona, appelée par les Arabes Medina Arxiduna, Arxiduna et Hadhira Arxiduna est un important centre musulman. La ville acquiert la notoriété en devenant la capitale de la Cora de Rayya, qui comprend la majeure partie de l'actuelle province de Malaga. Dans sa forteresse, Abd ar-Rahman Ier, le dernier des Omeyyades, est proclamé émir en 756, ce qui conduit à la création de l'émirat indépendant de Cordoue en al-Andalus. Elle est conquise plusieurs fois par le muladi Omar ibn Hafsun, avant d'être reconquise par Abd ar-Rahman III, en l'an 907.
Durant le XIe siècle, après les troubles et les affrontements entre les califes de Cordoue et les royaumes de taifas, Archidona est presque complètement détruite et il faut attendre 1238 pour qu'une fois intégrée dans le royaume nasride de Grenade, la ville connaisse de nouveau la croissance économique. Toutefois, à partir du début du XIVe siècle, Archidona est soumise à des raids et des pillages constants des armées chrétiennes, tout particulièrement après la conquête de la ville voisine d'Antequera, en 1410, dont les habitants émigrent en grand nombre à Archidona.
Archidona est, au milieu du XVe siècle, la résidence de Sa`d al-Musta`în, rival de Mohammed XI de Grenade. Après plusieurs tentatives infructueuses, Pedro Girón, maître de l'Ordre de Calatrava, conquiert la ville le 28 juillet 1462. Après la conquête chrétienne, la ville est donnée, en 1463, par le roi Henri IV de Castille, à Alonso Tellez Giron, fils du conquérant. Étant donné sa proximité avec d'autres territoires encore détenus par le royaume maure de Grenade, Archidona est utilisée, après sa conquête, comme base pour d'autres campagnes, notamment la campagne de Vélez-Málaga, à laquelle participe le roi Ferdinand le Catholique. La ville est, ensuite, placée sous la juridiction seigneuriale de la maison d'Osuna.

Le royaume de Séville, appartenant à la couronne de Castille. En jaune, les terres du duché d'Osuna, à qui appartient la seigneurie d'Archidona, la région la plus orientale du royaume.

### Époque moderne
La ville d'origine, appelé Villa Alta (Ville haute), est située au sommet de la montagne et entouré de murailles, mais la croissance continue de la population contraint ses habitants à s'installer dans la Villa Baja (Ville basse), ou Arrabal, où se trouve l'actuelle Archidona. Pendant quelque temps, il existe deux villes du même nom.
De cette période date une grande partie du patrimoine historique et artistique de la municipalité. Construite en 1519, l'église Sainte-Anne, de style gothique tardif, est suivie par d'autres grandes œuvres de l'architecture religieuse maniériste et baroque, accompagnées par de remarquables sculptures, ainsi que des travaux de génie civil, comme la place Ochavada, au XVIIIe siècle.

### Époque contemporaine
Au cours du XIXe siècle, Archidona connaît une réduction significative de son territoire communal, avec la création de municipalités indépendantes autour de plusieurs villes : les Villes nouvelles (Villas Nuevas). Déjà, au milieu du XVIe siècle, la population d'El Entredicho prend son indépendance. La nouvelle municipalité prend le nom de Villa Nueva de Tapia, en l'honneur de Pedro de Tapia, sous la juridiction duquel elle est placée. Suivant cet exemple, au XIXe siècle, sont créées : Villa Nueva del Rosario, par la population de la Puebla del Saucedo, Villa Nueva del Trabuco, à partir de Puebla del Trabuco, et Villanueva de Algaidas, anciennement Partido de Algaidas. En 1901, Archidona reçoit le statut de ville.
Lors du déclenchement de la guerre civile espagnole, en juillet 1936, Archidona, comme Loja, est prise par les miliciens républicains, le 24 juillet 1936, mais, à la mi-août de cette année, elle est reprise par les forces nationalistes, ainsi que d'autres villes du nord de la province de Malaga. Archidona est l'un des sites de la province où se trouvent le plus grand nombre de personnes tuées et enterrées dans des charniers. En 2007, on dénombre 125 victimes.

## Monuments et sites
En 1980, Archidona est classée site historique et artistique, pour son patrimoine urbain et architectural baroque. La municipalité abrite plusieurs sites archéologiques de différentes périodes et des zones d'intérêt écologique, telles que la Réserve naturelle des lagunes d'Archidona et la Faucille de Marin.

### Architecture civile

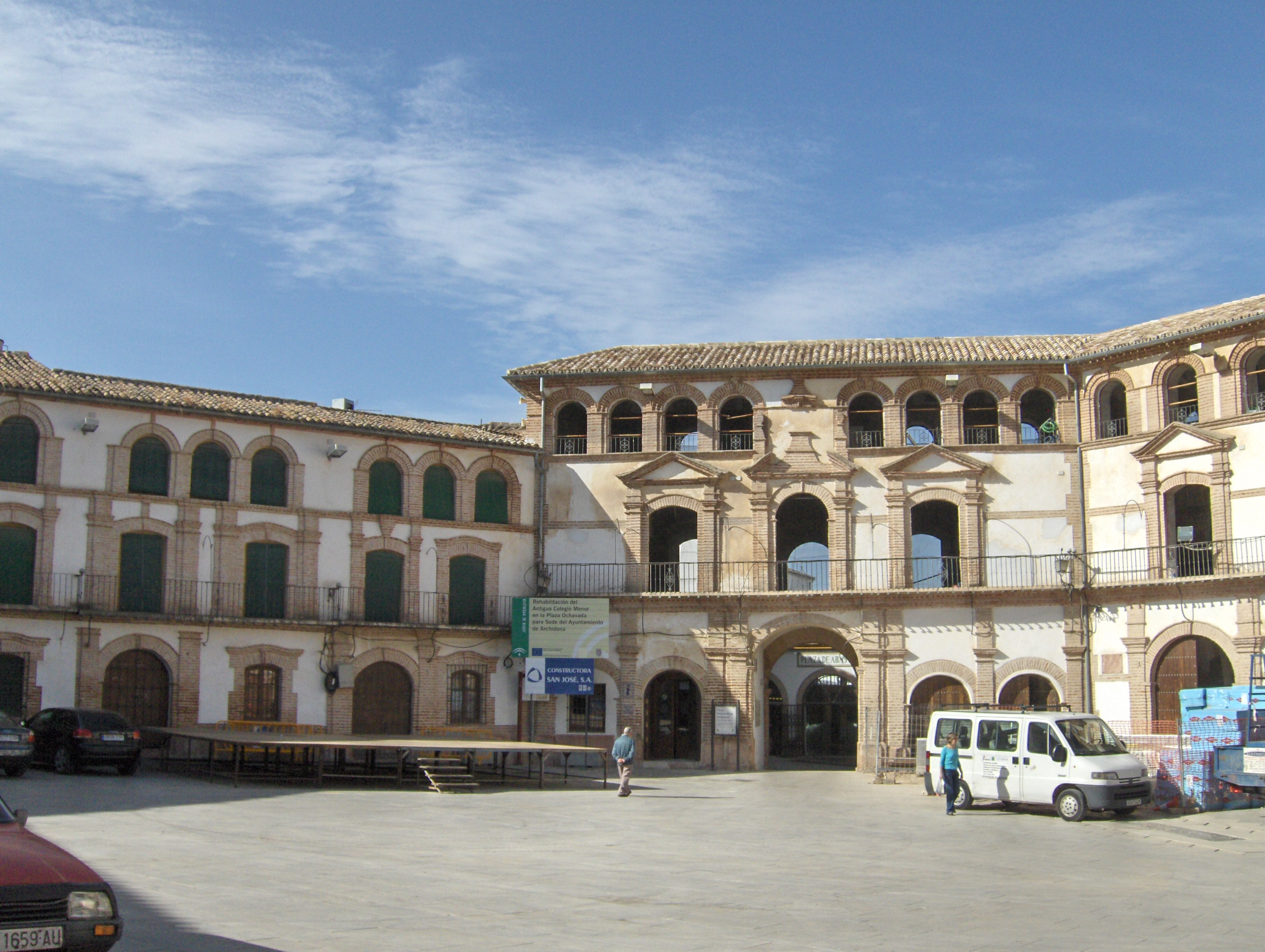
Place Ochavada.

Les principaux exemples d'architecture civile de la ville sont les restes du château et les remparts, la Plaza Ochavada et la Casa del Pósito. Le château est construit, au IXe siècle, sur les vestiges de murs romains. Il est reconstruit au XIIIe siècle, à l'époque du royaume nasride. Il se compose de trois ceintures défensives, dont deux seulement sont conservées, sur les pentes de la montagne. La place Ochavada est considérée comme l'un des meilleurs exemples de l'urbanisme du baroque andalou. Construite en 1786, selon le projet de Antonio González Sevillano Frías et Francisco Astorga, elle est de forme octogonale, à façades de briques rouges et de chaux, d'inspiration mudéjar. La Casa del Pósito, également connu sous l'appellation de « La Cilla » est un bâtiment de la fin du XVIe siècle, que met en valeur sa façade baroque de pierre, flanquée de blasons ducaux. Elle est construite pour stocker les récoltes des ducs d'Osuna. Ayant servi d'hôtel de ville, elle abrite aujourd'hui le musée municipal. Il y a également, dans la ville, un remarquable patrimoine ethnologique et architectural, comprenant de nombreuses structures de différentes époques : des fours à pain, des fours à chaux, des puits, des fontaines, des moulins à huile et à farine et des hameaux.

### Architecture religieuse

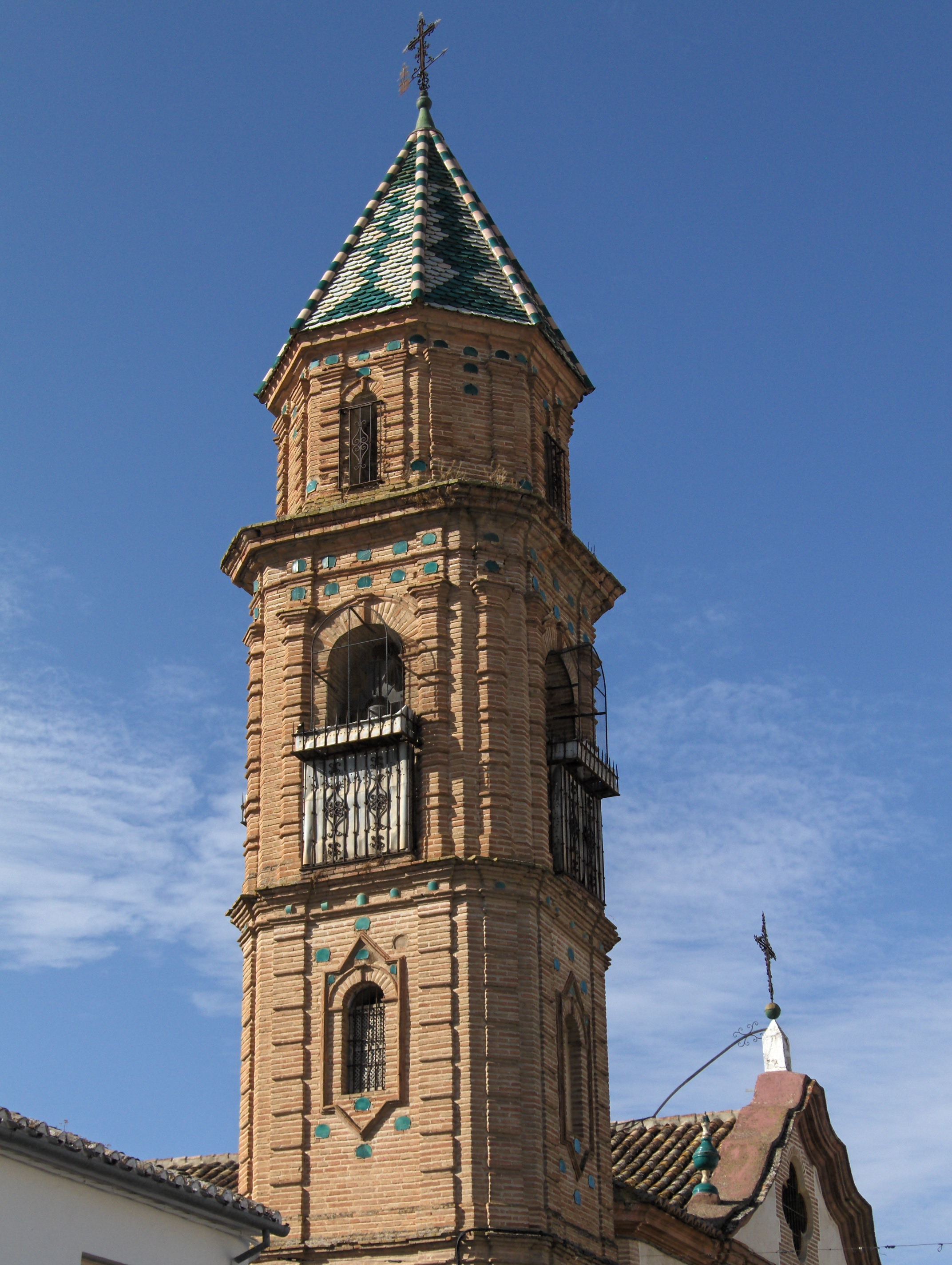
Tour du couvent des Minimes.

Les exemples d'architecture religieuse monumentale sont nombreux. L'Ermitage de la Vierge de Grâce est construit, en 1462, sur l'emplacement d'une ancienne mosquée, datant des IXe et Xe siècles. Des restes en sont visibles à l'entrée de la nef, ainsi que des colonnes d'origine romaine ou wisigothique, à l'entrée du sanctuaire. Il a été rénové aux XVIIe et XVIIIe siècles, avec la construction d'un patio supplémentaire, muni d'un portique. Il conserve une peinture anonyme de style gothique italien du XVe siècle. Une autre chapelle digne d'intérêt est celle de saint Antoine[Lequel ?], construite au XVIIIe siècle et de type vernaculaire. Elle est située dans le cimetière du XIXe siècle.
L'église de sainte Anne est construite en 1505. C'est le premier temple de la ville basse, après la conquête chrétienne. Elle est modifiée au XIXe siècle, mais conserve toujours sa tour triangulaire et d'autres éléments du gothique tardif. L'église de la Victoire se distingue par sa façade maniériste, surmontée d'un clocher en brique. Cette église faisait partie d'un ancien couvent du XVIe siècle, maintenant disparu. L'église de Jésus de Nazareth a une seule nef, avec une voûte en berceau et des ouvertures trilobées. Elle est édifiée à la fin du XVIIe siècle, à côté des Écoles pieuses, un édifice muni d'une façade en pierre et d'une tour d'horloge.
Le couvent de saint Dominique est le couvent le plus ancien de la ville. Il est fondé par le comte d'Ureña en 1531. Organisé autour d'une cour centrale, il a une façade sobre, de style dominicain. L'autre couvent conservé est le couvent des Minimes. L'église de ce couvent date du XVIIIe siècle et est remarquable pour sa façade baroque et sa tour polygonale de briques rouges, surmontée d'un chapiteau de céramiques polychromes blanches et vertes.

### Sites archéologiques

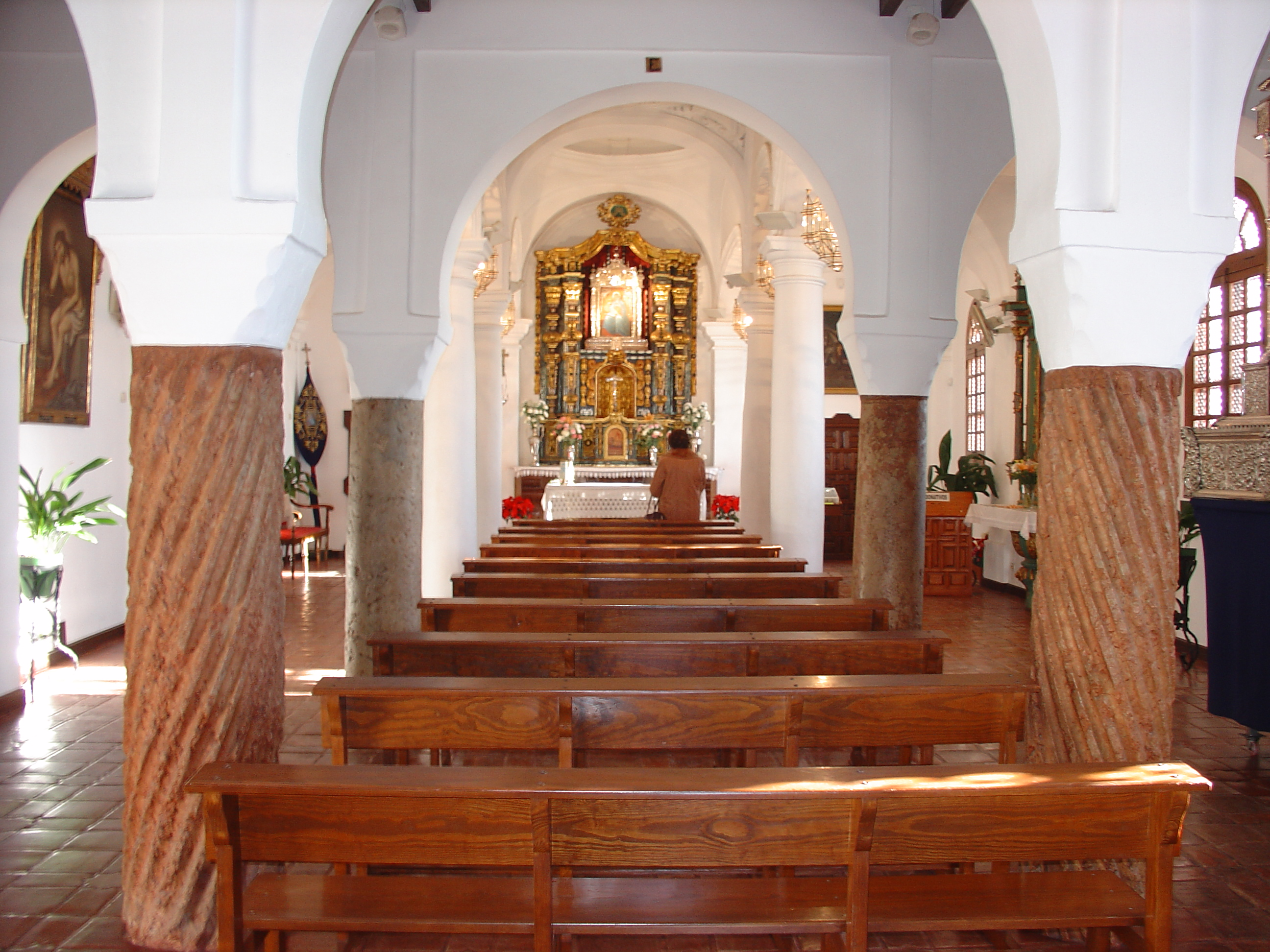
Intérieur de l'Ermitage de la Vierge de Grâce, avec ses colonnes romaines et wisigothiques.

#### Sites préhistoriques
Les sites archéologiques de la ville correspondent à différents stades de l'histoire d'Archidona. Les plus anciens sont la grotte de Las Grajas, où se trouve un dolmen, les abris de la Escardadera et les terrasses du Guadalhorce lors de sa traversée de Huertas del Río. Ces sites contiennent des témoignages de l'existence de chasseurs-cueilleurs du Paléolithique, avec des rites funéraires et une grotte-sanctuaire contenant des peintures rupestres schématiques.

##### La grotte de Las Grajas
(37° 06′ 25″ N, 0° 42′ 10″ O)
La grotte de Las Grajas se trouve au nord-ouest du mont éponyme, dans la sierra del Conjuro, à 500 m de la ville et à 775 m d'altitude. Elle est constituée d'un grand abri sous roche, ouvert au nord-ouest, dans lequel s'ouvre une petite grotte. Cinq campagnes de fouilles, d'une durée de un à deux mois, y sont menées, entre 1972 et 1976. Neuf niveaux ont été identifiés.

#### Sites protohistoriques et historiques
Les gisements de La Hoya, Cortijo Catalan, Cerro Borbollones et autres, contiennent des faciès protohistoriques, correspondant au monde indigène ibérique et aux colonisateurs phéniciens, comme en témoignent les différentes enceintes fortifiées et autres restes de la culture matérielle. La phase hispano-romaine a laissé un plus grand nombre de vestiges, comme ceux de la villa romaine de la Alcaidía et de la probable ville d'Ulisis. De la période médiévale, à côté du château, reste l'enceinte fortifiée de Las Capacheras, déclarée bien d'intérêt culturel, à cause de l'abondance du matériel retrouvé, concernant cette période et les précédentes.

## Politique et administration

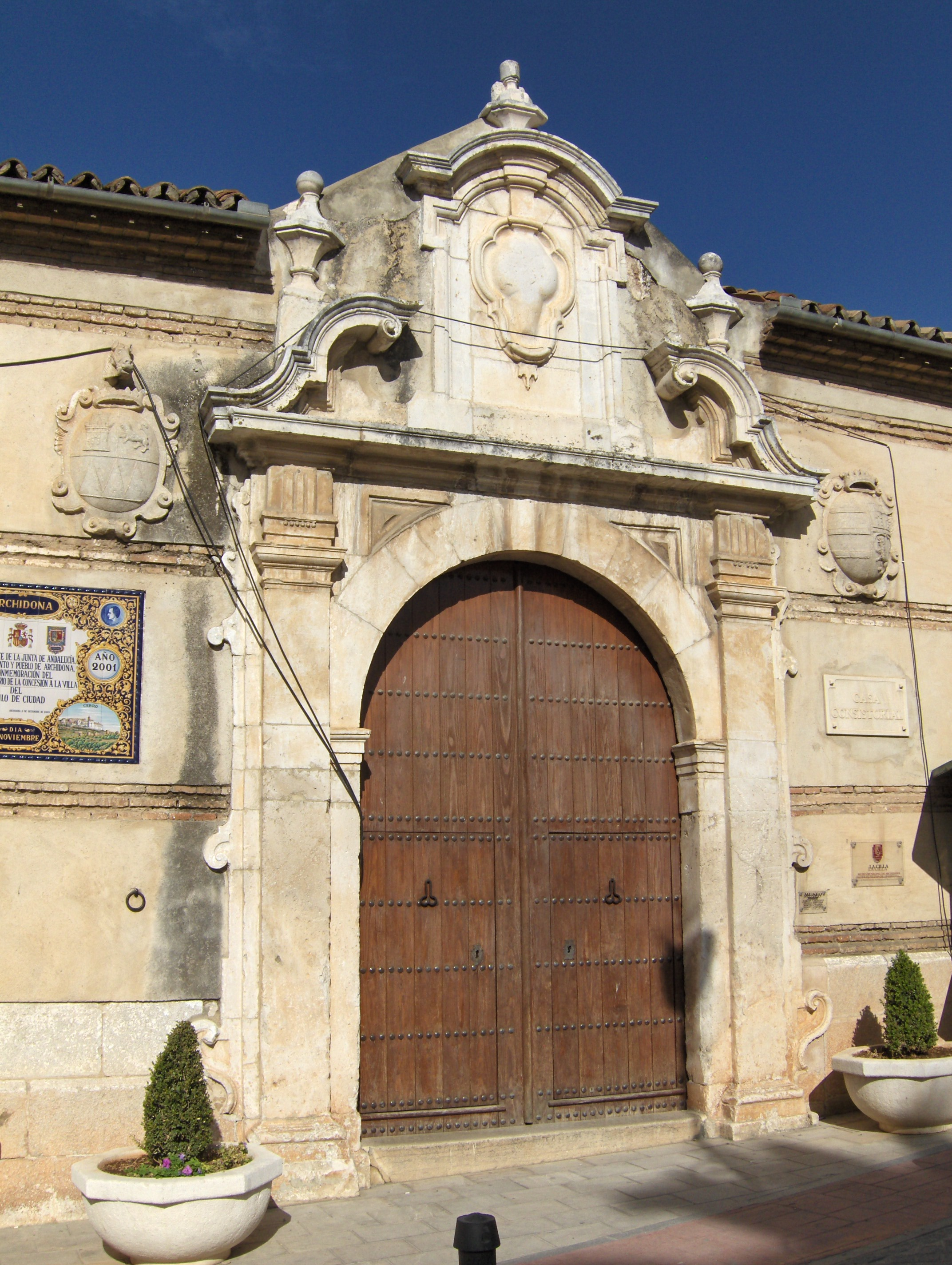
Portail de la Cilla ou Casa del Pósito, ancienne mairie d'Archidona et siège du musée municipal.

### Conseil municipal

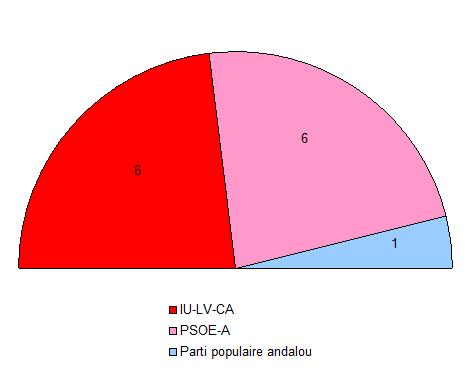
Composition du conseil municipal, pour la mandature 2007-2011.

L'administration politique de la ville est confiée à un conseil municipal élu démocratiquement, dont les membres sont élus tous les quatre ans au suffrage universel. Les listes électorales comprennent tous les résidents inscrits à Archidona, âgés de plus de 18 ans, citoyens d'Espagne ou des autres États membres de l'Union européenne. Conformément à la Loi sur les élections générales, qui fixe le nombre de conseillers élus en fonction la population de la municipalité, le conseil municipal d'Archidona se compose de 13 conseillers.
Depuis les premières élections municipales après la restauration de la démocratie en Espagne, la municipalité est dirigée par le Parti socialiste espagnol d'Andalousie, à l'exception des mandatures de 2003 à 2011, durant lesquelles elle est administrée par la coalition UI-LV-CA. Dans cette mandature 2007-2011, la Gauche unie (Izquierda Unida) a 6 conseillers et il y a 6 représentants du PSOE-A et un seul du Parti populaire andalou.
| Mandat    | Maire                                         | Parti politique |
| --------- | --------------------------------------------- | --------------- |
| 1979-1983 | José Luis Solis Sánchez                       | PSA             |
| 1983-1987 | José Luis Solis Sánchez                       | PSOE-A          |
| 1987-1991 | José Luis Solis Sánchez Manuel Arjona Santana | PSOE-A          |
| 1991-1995 | Manuel Arjona Santana                         | PSOE-A          |
| 1995-1999 | Manuel Arjona Santana                         | PSOE-A          |
| 1999-2003 | Manuel Arjona Santana                         | PSOE-A          |
| 2003-2007 | Manuel Sánchez Sánchez                        | IU-LV-CA        |
| 2007-2011 | Manuel Sánchez Sánchez                        | IU-LV-CA        |

Le préfixe téléphonique de la ville est +34 et la plaque d'immatriculation est MA. Son code INE est 29017. Elle est dans le fuseau horaire CET (UTC+1), en hiver, et CEST (UTC+2), à l'heure d'été.

### Administration judiciaire
Archidona est le chef-lieu du district judiciaire qui porte son nom. Il s'agit du district judiciaire numéro 11 de la province de Malaga, qui comprend la ville et six autres communes voisines, regroupant une population d'environ 30 000 habitants. La ville possède un tribunal de première instance.

## Armoiries
Les armoiries officielles d'Archidona sont le drapeau et le blason.

### Blason
Le blason a été approuvé par la Junte d'Andalousie le 14 janvier 2005 et est défini de la façon suivante : 

« Sur fond de gueules, un château d'argent, avec à sa porte, une dame assise, la tête couronnée, vêtue à l'ancienne, une fraise autour du cou, une robe à fleurs et en armure, bleue avec des parements d'or, couvrant le torse et les bras. Sur la poitrine de la femme, les armes des Girones de la deuxième génération. Dans sa main droite, une épée dégainée, et, dans la gauche, un faisceau d'épis de blé. Dans le canton droit du chef, un soleil d'or figuré. La dame et le château se placent en perspective sur un paysage champêtre qui occupe la barbe de l'écu, composé d'une large bande de terre en vert et une bande inférieure, apparemment de l'eau, en bleu, beaucoup plus étroite. Sur l'ensemble, une couronne ouverte : cercle d'or garni de pierreries et rehaussé de huit rosettes (trois entières visibles devant et deux sur les côtés visibles à moitié), entrelacées de perles posées sur de petites pointes (quatre visibles à l'avant),,. »

### Drapeau
Le drapeau a été adopté le 30 novembre 2004. Sa description est la suivante : 

« Drapeau rectangulaire comme les drapeaux traditionnels. Parti de sinople et de blanc, chargé du blason local,. »

Le drapeau, décrit comme rectangulaire comme les drapeaux traditionnels, offre comme proportion 2 de haut par 3 de large. Parti signifie qu'il a une division verticale, avec une moitié verte, la couleur vexillologique pour le sinople, en héraldique, et l'autre moitié blanche. La description ne définit pas la largeur des deux parties, qui devrait être la même, mais la ville utilise une version dans laquelle la partie verte est beaucoup plus étroite que la blanche.

## Économie

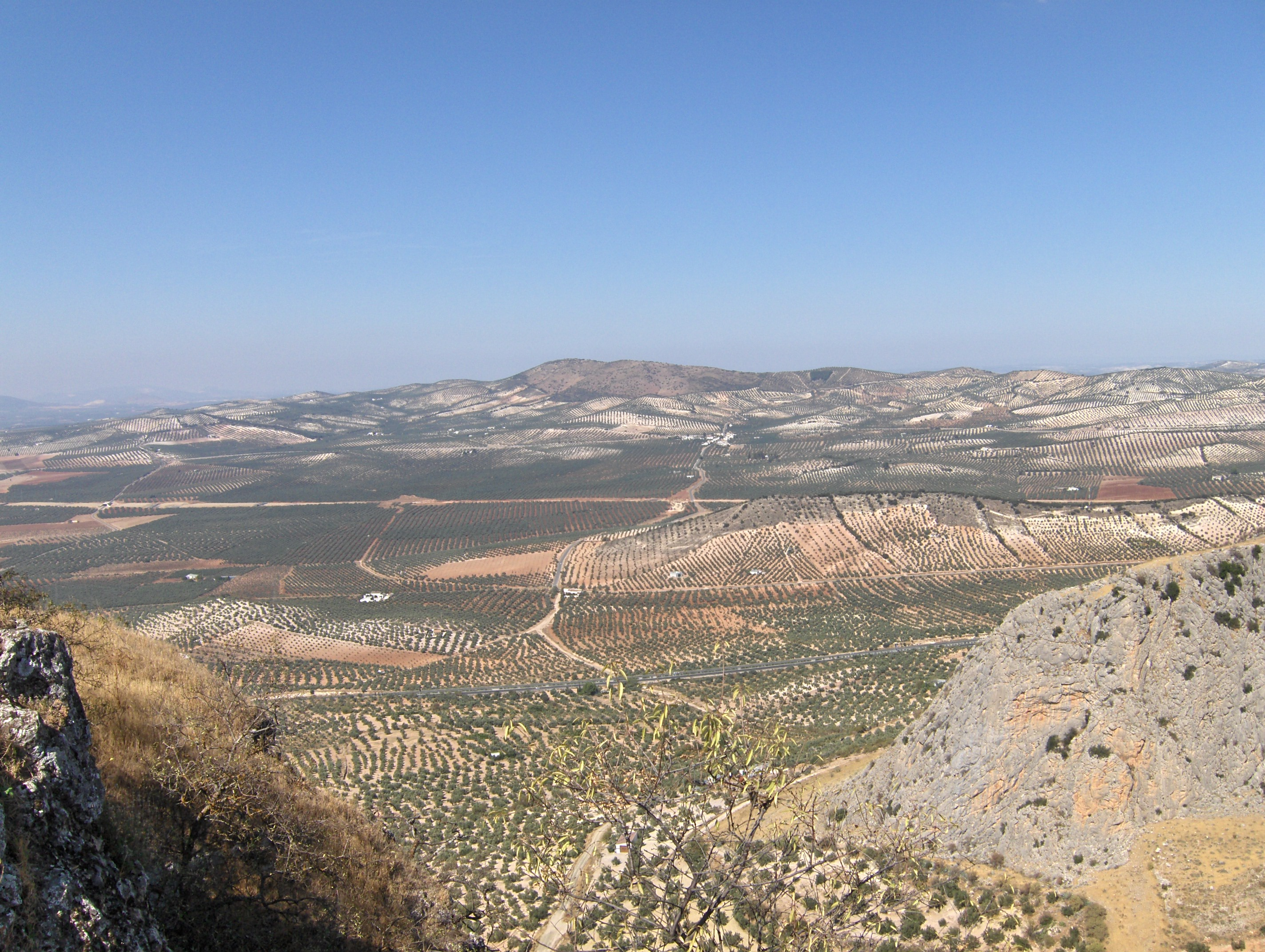
Oliveraies à Archidona.

Archidona est une ville essentiellement agricole. Bien que le poids de l'activité agricole dans l'économie locale soit en baisse depuis le dernier tiers du XXe siècle, l'économie continue d'être dominée par le secteur primaire. Une grande partie du territoire municipal a été convertie en terres arables, en particulier dans les oliveraies. Selon le recensement agricole de 1989, à Archidona, sur les 173,56 km² recensés, 40,03 % correspondent aux oliviers et 25,25 % aux céréales, principalement le blé et l'avoine. On compte aussi 8 ha de vignes et 3,96 km2 de vergers. L'élevage est une activité modeste dans la municipalité. Le bétail est surtout constitué de moutons et de chèvres, de 400 à 500 têtes chacun.

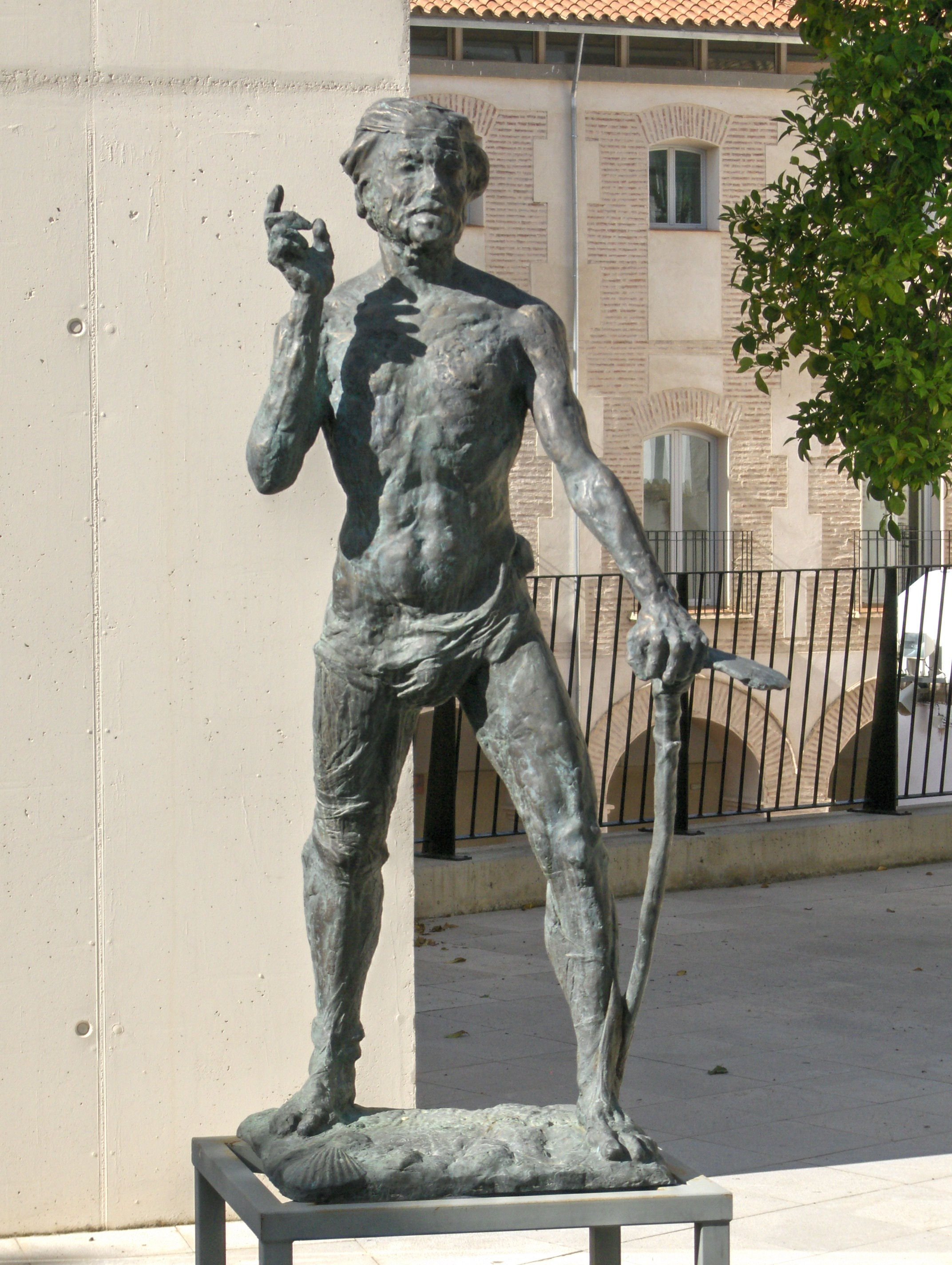
Monument au journalier, à l'Institut d'enseignement secondaire Luis Barahona de Soto.

Toutefois, seul un petit nombre de grands propriétaires peut vivre exclusivement de la production agricole. La pluriactivité est très fréquente pour de nombreux travailleurs, qui se consacrent à la culture à temps partiel et effectuent d'autres travaux, notamment dans le secteur de la construction. Il convient également de noter que l'agriculture, à Archidona, est une activité subventionnée et survit en grande partie grâce à des politiques telles que le Plan d'emploi rural.

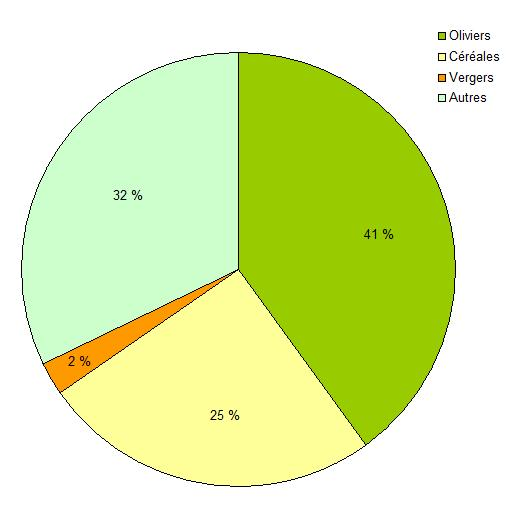
Utilisation des terres agricoles.

Cependant, il y a aussi une petite industrie, basée sur la transformation des produits alimentaires, et de l'édition, avec la présence, dans la ville, des éditions Aljibe. Le secteur des services, en croissance, est alimenté par la position de chef-lieu de la comarque et fondé sur des activités comme l'éducation, l'administration, et, surtout, le commerce au détail. En dépit de l'héritage historique et artistique important de la municipalité, le poids du tourisme est faible, surtout comparé à ce qu'il est dans d'autres municipalités de la province. L'offre hôtelière se réduit à un hôtel-école quatre étoiles, un hôtel trois étoiles, un hôtel deux étoiles et deux pensions. La ville compte également cinq restaurants.
En ce qui concerne les infrastructures énergétiques, Archidona accueille deux centrales solaires d'une capacité de 8,3 mégawatts, qui génèrent de l'énergie électrique pour alimenter environ 2 000 foyers. En 2011, une centrale à biomasse est en construction, par Iberdrola Renovables. Elle devrait générer 15 mégawatts, avec une production annuelle de 117 millions de kWh. Cette usine, alimentée par des résidus forestiers, du bois d'oliviers et les restes d'élagage des jardins, suscite l'opposition, à la fois, des organisations écologistes et de défense des intérêts locaux,. Deux autres grands projets ont donné lieu à controverse : la construction de la seconde prison de la province de Malaga, qui devrait créer environ 700 emplois, et celle d'un complexe de golf accompagné de 700 logements.

## Transports et communications

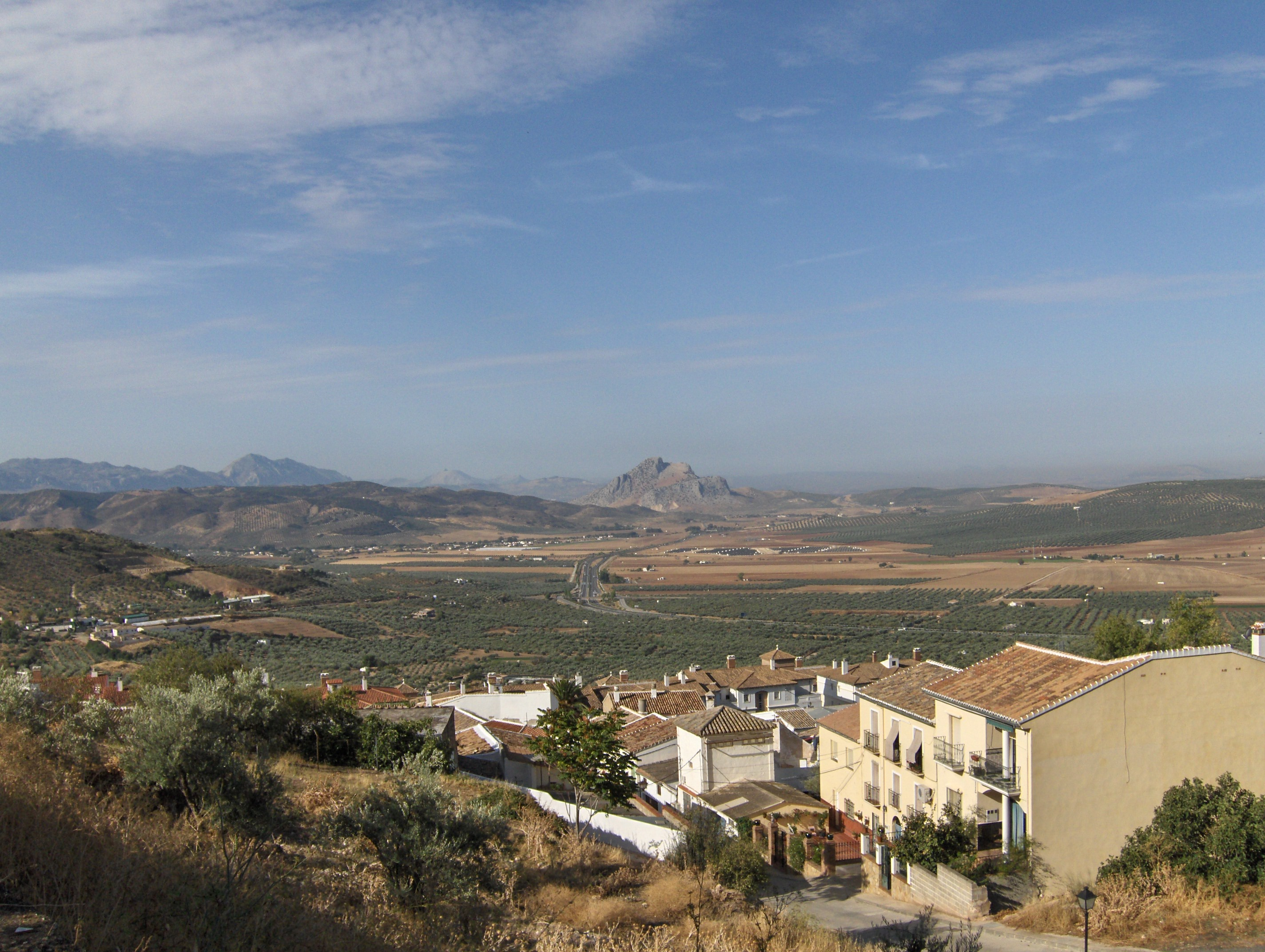
La A-92 traversant la vallée d'Archidona. À l'arrière-plan, la Peña de los Enamorados.

### Infrastructure ferroviaire
La municipalité possède deux gares : la gare d'Archidona, à 5,9 km et la gare de Salinas, à 8,1 km, toutes deux sur la ligne Bobadilla-Grenade, mais toutes deux fermées et désaffectées. La future ligne à grande vitesse de l'axe ferroviaire transversal d'Andalousie, qui reliera Séville à Grenade, traverse également la municipalité, mais il n'est pas prévu la construction d'une gare à Archidona.

### Réseau routier
En ce qui concerne le trafic routier, la route principale traversant la ville est l'autoroute A-92, principal axe routier transversal d'Andalousie, qui relie Archidona avec Antequera et Séville, à l'ouest, et Loja et Grenade, à l'est. À partir de cette route, vers l'ouest, on accède aussi à la A-45, qui relie les villes de Cordoue et de Malaga. Une seconde autoroute, la A-92M, rejoint la A-92 à côté du centre de population de Salinas, et, passant par le col de Las Pedrizas, raccourcit le trajet entre la capitale provinciale et Archidona.
Le reste du réseau routier de la municipalité comprend une série de routes secondaires de faible capacité, qui relient Archidona avec les villes voisines de la région. Vers le nord, la A-7201 part vers Villanueva de Algaidas et Cuevas Bajas, via Estación de Archidona ; au nord-ouest, la MA-5102 se dirige vers Villanueva de Tapia ; au sud, la A-7202 donne accès à Villanueva del Trabuco et, prolongée par la A-7203, à Villanueva del Rosario. À l'est, la A-7200 relie le centre de la municipalité avec Huertas del Río et, au nord-ouest, la MA-5101 met en communication Archidona avec les villages de Cañadas de Pareja et d'Alameda. Enfin, la A-333 relie Salinas avec Villanueva de Tapia, sans passer par la ville d'Archidona.

### Transports publics
La compagnie qui assure les services d'autobus interurbains entre Archidona et les autres villes est Automóviles Casado SA. Il y a des dessertes quotidiennes des villes de Malaga, Antequera, Grenade et Séville, ainsi que des villes voisines de Salinas, Villanueva del Trabuco et Villanueva del Rosario. D'autres lignes fonctionnent tous les jours, sauf les samedis et dimanches, à destination de Cuevas Bajas, Cuevas de San Marcos, Rute, Villanueva de Tapia et Villanueva de Algaidas.

### Transport aérien
L'aéroport le plus proche est celui de Malaga, à 47,9 km.

## Culture

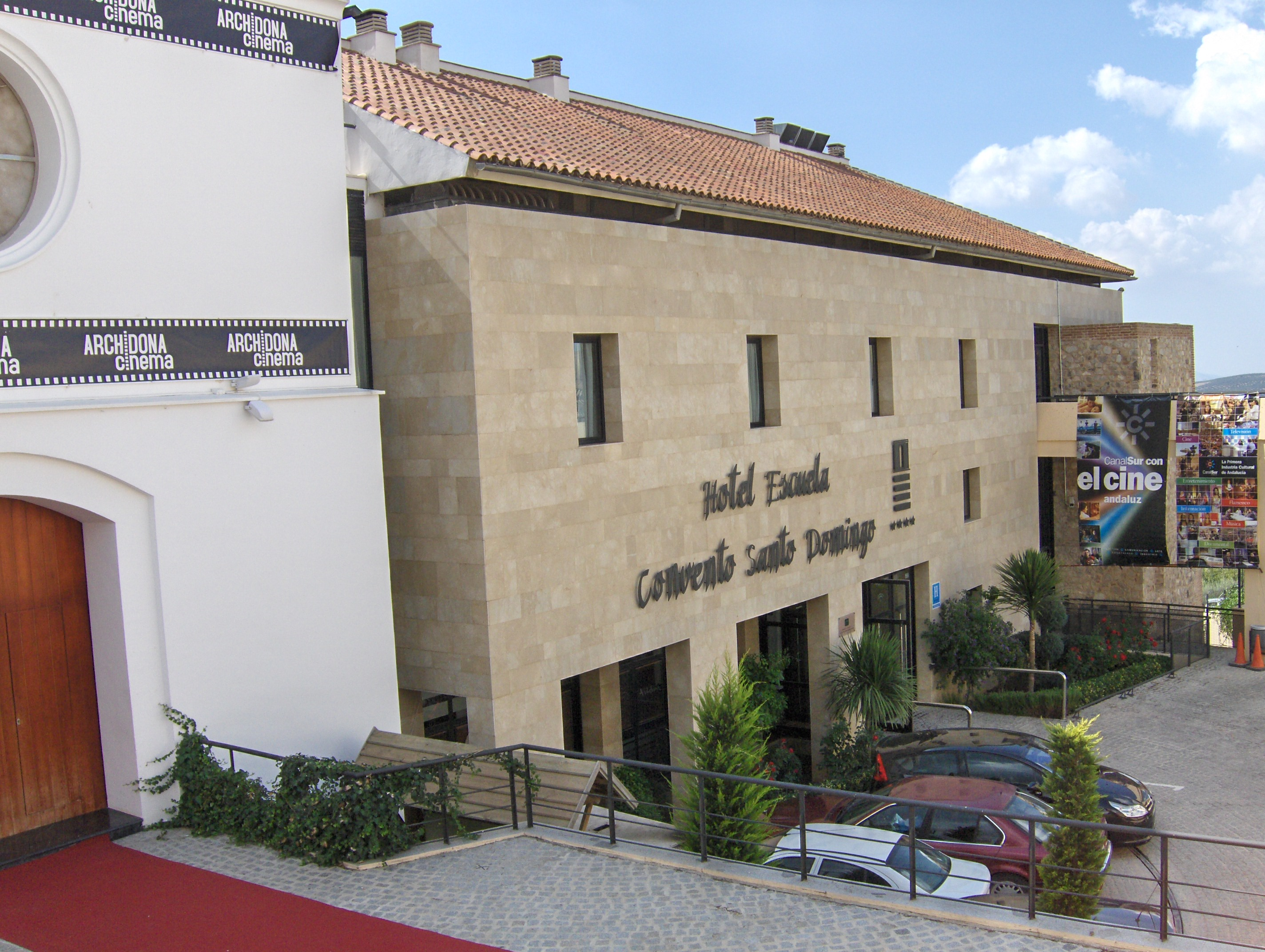
Le couvent saint Dominique, durant le festival Archidona Cinéma.

### Équipements culturels
Les équipements culturels d'Archidona sont une maison de la culture, une maison polyvalente, deux bibliothèques publiques et un musée municipal. Le musée municipal d'Archidona a été inauguré le 19 décembre 2004. Il se compose de trois salles thématiques :
- Salle 1 : « Mémoire historique », qui présente l'histoire de la municipalité ;
- Salle 2 : « Salle de la ville », qui accueille des manifestations officielles et expose des objets et des documents du patrimoine municipal ;
- Salle 3 : « Mémoire collective », au contenu ethnographique.

### Événements culturels

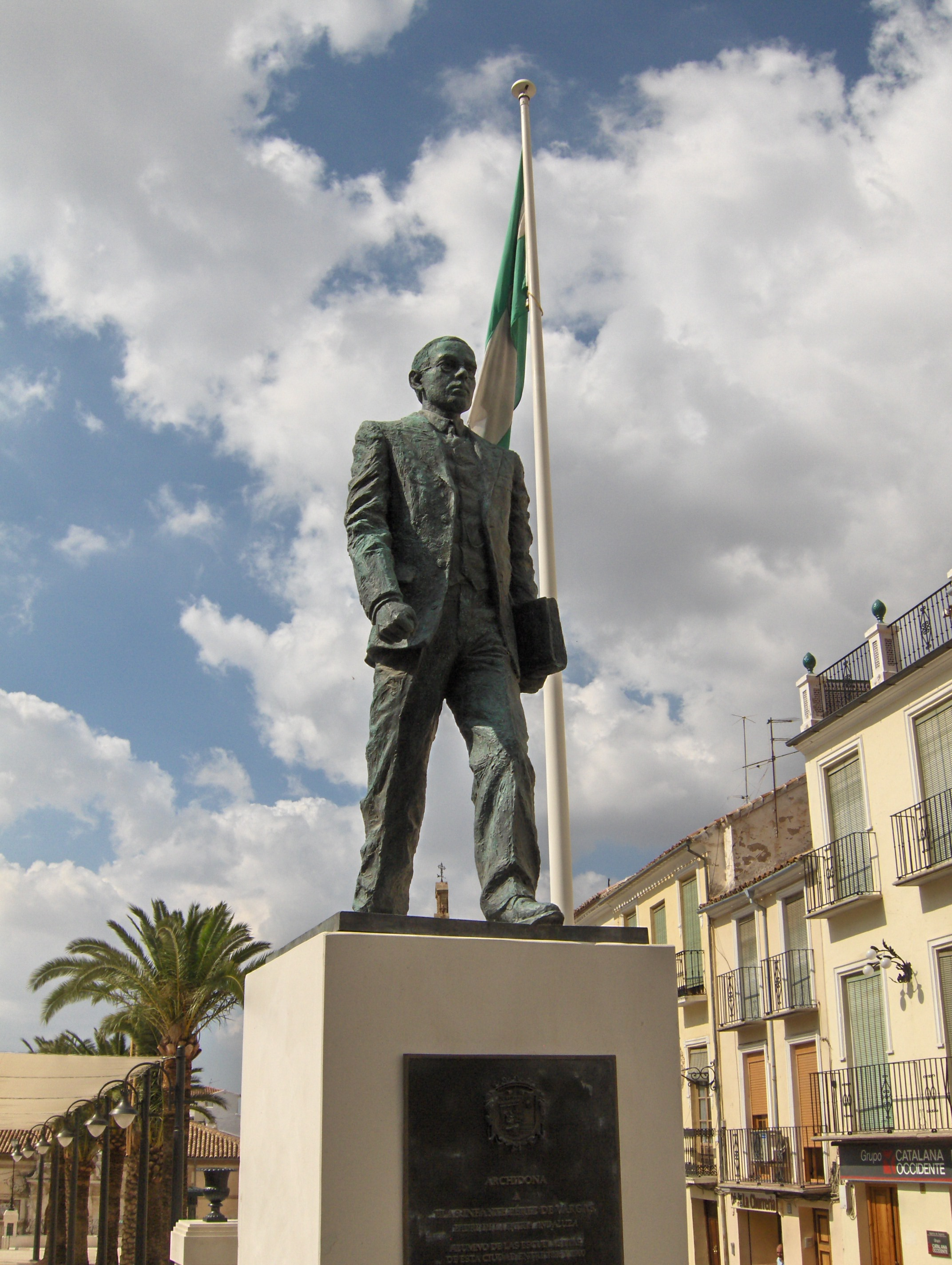
Monument à Blas Infante, qui a étudié dans la ville. En son honneur, est décerné, chaque année, le « Prix Blas Infante des jeunes », pour des travaux dans la diffusion de la connaissance du politicien et de sa pensée.

La Foire du chien, organisée pour la première fois en 1993, a été déclarée Fête d'intérêt touristique national par la Junte d'Andalousie. Elle doit son origine à une tentative pour faire revivre une ancienne foire au bétail, disparue à la suite de la mécanisation de la campagne. C'est une des expositions canines les plus importants de la péninsule Ibérique et une étape remarquable des courses en Espagne, surtout pour les chiens andalous.
Le Concours de poésie de la ville d'Archidona est consacré aux arts littéraires. Les prix sont décernés à des poèmes inédits en castillan ou dans l'une des langues ou des dialectes de l'État espagnol. Le Concours de nouvelles Ochavada récompense des récits inédits de thème libre. La Foire du livre a lieu chaque année, durant le mois d'avril, et est consacrée à une facette différente de la littérature mondiale. Outre les stands traditionnels, une série d'activités est organisée dans la ville, notamment des conférences, ateliers et expositions.
Parmi les autres événements importants, il faut citer le festival Archidona Cinéma ou Festival de cinéma andalou et méditerranéen, qui a lieu pendant le mois d'octobre, dans l'ancien couvent de saint Dominique, et la fête du patrimoine, qui, célébrée durant le cycle de l'automne culturel, est la participation de la ville aux Journées européennes du patrimoine. Chaque édition se concentre sur un thème unique avec un approfondissement des connaissances sur certains aspects du patrimoine historique et culturel d'Archidona. Enfin, il convient de mentionner les Festivals de la Place, des événements musicaux qui ont lieu place Ochavada, comme l'ancien Festival de la porra flamenca ou le Festival des musiques et danses du monde.

### Fêtes populaires
Le calendrier festif d'Archidona commence le 20 janvier, avec la célébration du Carnaval, avec le jeudi des commères, le jeudi des compères et le jeudi des parents et des enfants. Ce sont des réunions au cours desquelles sont partagées des collations et ont lieu les préparatifs de la fête. On peut également assister à la Ronde des cruches et à l'Enterrement de la sardine.
Le 2 février a lieu la Candelaria, une tradition très répandue dans toute l'Andalousie. Ce rituel du feu purificateur est lié, dans le monde chrétien, avec la purification de la Vierge. À Archidona, la Chandeleur remonte au XVIe siècle : en 1586, elle est mentionnée dans les ordonnances de la ville. Pendant la fête, on fait une offrande de gâteaux et de poussins à la Vierge, dans l'église sainte Anne. L'effigie de la Vierge est transportée, en procession, de la chapelle de la colonne, aujourd'hui disparue, jusqu'à sa paroisse. Le lendemain, le 3 février marque le jour de la saint Blaise. Lors de cette fête, les enfants d'Archidona portent, autour du cou, des colliers en fil, invoquant la protection du saint contre les maux de gorge.
La Semaine sainte d'Archidona est déclarée d'intérêt touristique national et remonte à environ 500 ans. Six confréries effectuent des processions. Des processions ont aussi lieu lors de la Fête de la Croix de mai, durant laquelle les enfants portent des croix à travers les rues de la ville, avec une compétition dotée de prix, et le Jour de la chenille, qui a également lieu en mai, et dont la procession se déroule à l'intérieur de l'enceinte fortifiée. L'origine de cette fête remonte à 1743, quand, selon la légende, la patronne de la ville a fait disparaître une épidémie de chenilles qui ravageaient les champs de la région.
En mai, les villes de Huertas del Río et de Salinas organisent le pèlerinage de saint Isidore. Durant le mois de juillet, à Estación de Archidona, on célèbre la fête de saint Aurélien, animée par des activités sportives et culturelles et un concours de poterie.
La Foire d'août a lieu entre le 14 et le 18 et propose de la musique, la dégustation de la porra archidonesa, une procession à cheval, une verbena, des attractions, etc. On y annonce également la nomination des juges et l'attribution des prix du Concours de poésie « Ville d'Archidona ».

### Artisanat
À Archidona, les artisans travaillent le bambou, l'osier, le fer forgé et la marqueterie.

### Gastronomie

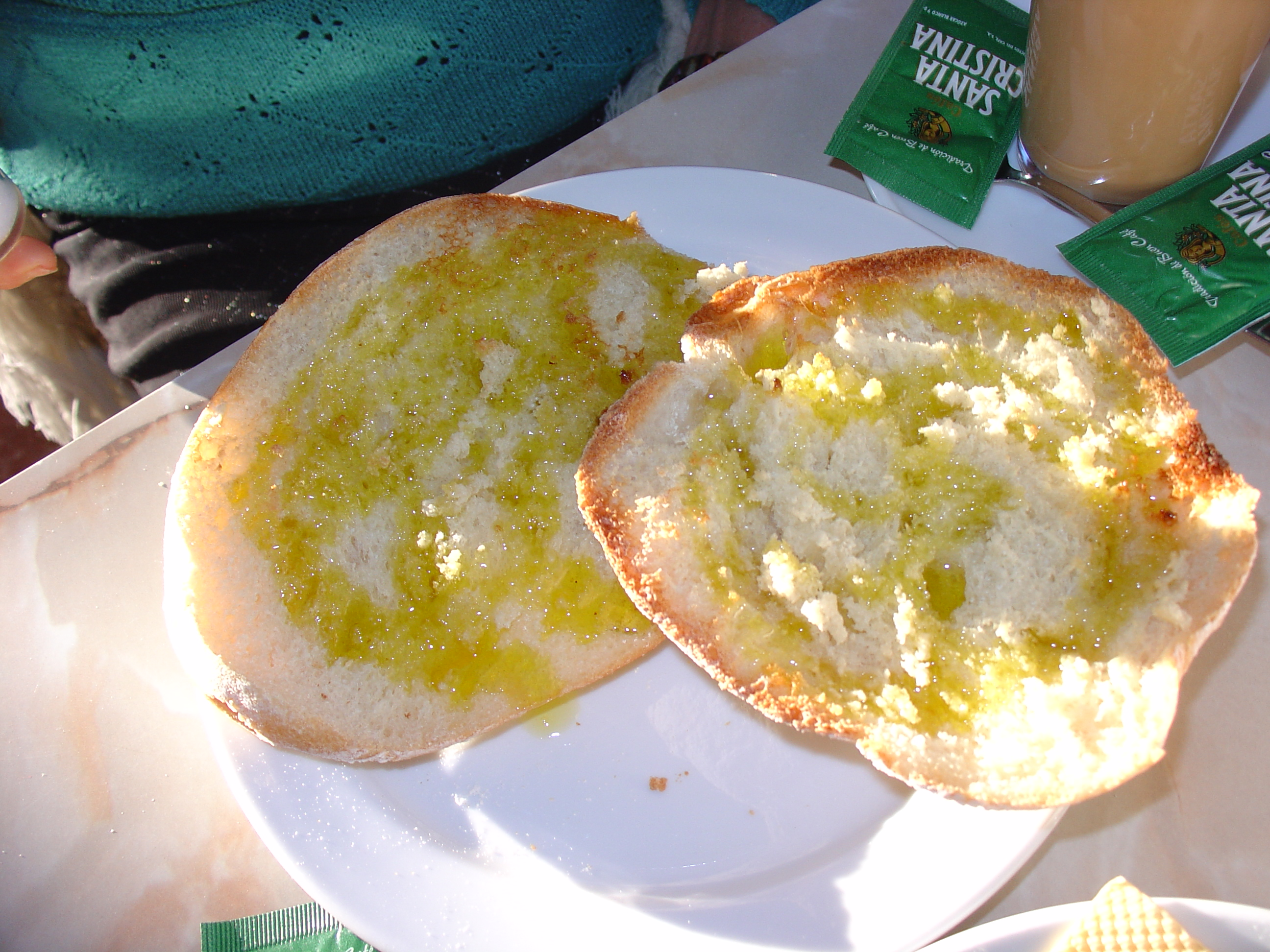
Mollete à l'huile d'olive.

Les spécialités culinaires d'Archidona sont la porra d'Archidona, la olla, ou ragoût, le guisado de patas, le gaspacho, la soupe à l'ail, le pimentón, le guisillo de huevo, le gazpachuelo, les migas, les maimones, les papandujas de bacalao, la cazuelilla moruna, le ragoût d'agneau et le poisson mariné. L'huile d'olive de la région, qui porte l'appellation d'origine Antequera, est typique, ainsi que les molletes. En ce qui concerne les desserts, les bonbons des religieux Minimes sont célèbres, de même que le rosco de medio punto, les aceitaos, le gâteau au beurre, les beignets et les gachas de mosto.
Il convient de mentionner le fromage de chèvre de la Finca Cantarín, qui fait partie de la liste des produits traditionnels de l'Union européenne. Il est fait artisanalement et exclusivement avec du lait de chèvres de Malaga. Ses producteurs aspirent à obtenir le statut de l'appellation d'origine.

## Sport
Les installations sportives Archidona se composent d'un complexe sportif municipal, avec trois pavillons, une salle couverte et un terrain de sport, une piscine de loisirs couverte, un terrain de football municipal, les deux terrains de sport du complexe Moulin de Don Juan, un autre terrain de sport et les deux salles couvertes du club Los Corazones.
Tout au long de l'année, il y a un certain nombre d'événements sportifs locaux et régionaux, comme des tournois de football en salle, les 12 heures de basket-ball, un tournoi de tennis de table, une course cycliste locale, la course urbaine du Jour de l'Andalousie, le tournoi de volley-ball, des tournois d'échecs, une compétition de natation, etc.

## Jumelage
Archidona est jumelée avec Lucena (province de Cordoue,  Espagne) depuis 1995, à l'occasion du 400e anniversaire de la mort de Luis Barahona de Soto, écrivain né à Lucena et ayant vécu à Archidona, où il est mort.

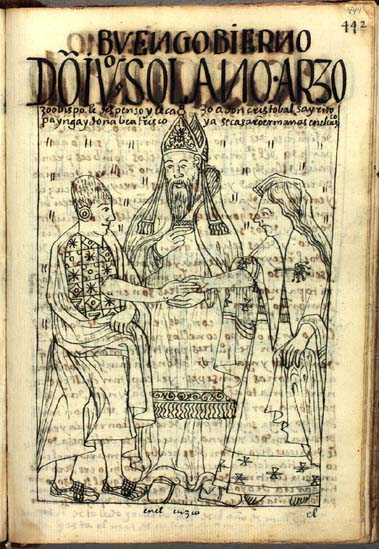
Fray Juan Solano, par Felipe Guaman Poma de Ayala.

## Archidona dans la fiction
Archidona est le théâtre du film La insólita y gloriosa hazaña del cipote de Archidona, réalisé par Tito Fernández, en 1979, et adapté du roman de Camilo José Cela, lui-même basé sur des événements réels, ayant eu lieu quelques années auparavant. Il raconte l'histoire de deux jeunes gens forcés de se marier après avoir provoqué un scandale dans un cinéma et expose la répression sexuelle des dernières années du franquisme.

## Personnalités liées à la commune
- Rafael Ábalos (né le 12 octobre 1956), écrivain natif de la ville.
- Luis Barahona de Soto (1548-1595), écrivain lucentin, mort à Archidona.
- Miguel Cabello Valboa (es) (1535-1608), moine de l'ordre des Augustins, explorateur de l'Amérique du Sud, chroniqueur du Siècle d'or.
- Miguel Lafuente Alcántara (es) (1817-1850), avocat, homme politique et historien.
- Bartolomé Marín (1533-1585), écrivain.
- Augusto Miranda Godoy (es) (1855-1920), militaire, politicien et écrivain.
- Juan Solano (1505-1580), évêque de Cuzco.